# Avia Solutions Group
Die Avia Solutions Group ist eine weltweit tätige Gruppe von Unternehmen der Luft- und Raumfahrtbranche mit fast 100 Büros und Produktionsstätten in mehreren Ländern. Die Avia Solutions Group hat ihren Hauptsitz in Dublin (Irland) und beschäftigt einen Großteil ihrer Mitarbeiter in Vilnius (Litauen).

## Geschichte
Die Avia Solutions Group ging im Jahr 2005 aus der Privatisierung von Lithuanian Airlines hervor, der nationalen Fluggesellschaft Litauens. LAL Investment Management erwarb für 7,53 Millionen Euro die Fluggesellschaft. Diese wurde umbenannt und mehrere Unternehmen ausgegliedert, darunter Baltic Ground Services (Bodenabfertigung), FL Technics (Flugwartung, Reparatur und Betrieb) und Biletų pardavimo centras (Reisebüro, seit November 2006 BPC Travel). Ebenfalls 2005 wurde FL Technics gegründet. Das Unternehmen eröffnete seinen ersten Hangar am Internationalen Flughafen Vilnius. Im Jahr 2007 wurden JetMS unter dem Namen FL Technics Jets gegründet.
Im Juli 2006 wurde Baltic Ground Services an UAB Finansų spektro investicija verkauft. Das Unternehmen wurde im November 2008 von der Avia Solutions Group von der Investmentgesellschaft Invalda zurückgekauft. Im November 2006 wurde die Baltic Aviation Academy (jetzt bekannt als BAA Training) auf Basis eines bestehenden Trainingszentrums gegründet. Das Unternehmen fungiert als Verkehrsfliegerschule und erteilt Musterberechtigungen für mehr als zehn Flugzeugtypen.
2007 gründete die Gruppe Aviation Asset Management. Das später in AviaAM Leasing umbenannte Unternehmen verließ die Gruppe im Jahr 2010. Seit dem Jahr 2013 ist es an der Warschauer Börse gelistet.
2008 trennte die Avia Solutions Group ihre Charterflugaktivitäten in einer Gesellschaft ab, die seit Juli 2010 als Small Planet Airlines firmiert. Im März 2013 verkaufte die Avia Solutions Group 99,5 Prozent der Small Planet Airlines (Litauen) und Small Planet Airlines (Polen) an eine vom Managementteam der Fluggesellschaft geleitete Investmentgruppe.
Von 2010 an folgte die Gründung zahlreicher auf elektronischen Handel und IT-Dienstleistungen spezialisierter Tochterfirmen, darunter Locatory.com als Plattform für den Handel mit Flugzeuginventar und Wartungsservices, 2011 AviationCV.com als Vermittlung von Arbeitskräften in der Luftfahrtbranche und 2014 BAA Training als IT-Softwareentwickler für Luftfahrttrainings,
2011 wurde die Avia Solutions Group an der Warschauer Börse notiert.
Im Jahr 2011 erwarb FL Technics von Groups den britischen Linienwartungsanbieter Storm Aviation. 2013 erwarb das Mutterunternehmen Helisota, einen Anbieter von Instandhaltungsdienstleistungen für die Drehflügler-Luftfahrt.
Im Jahr 2013 gründete die Avia Solutions Group die in Vilnius angesiedelte Privatjet-Chartergesellschaft KlasJet und 2015 den ebenfalls in Litauen operierenden Reiseveranstalter Kidy Tour (seit November 2020 Tiketa Tours) sowie einen Anbieter von Infrastrukturinspektionen per Drohne mit dem Namen Laserpas. Das Unternehmen verkaufte seine Beteiligung im August 2018 an das Management von Laserpas.
Im Jahr 2016 eröffnete die von der Gruppe kontrollierte Gesellschaft Ramport Aero den internationalen Flughafen Moskau-Schukowski (IATA:ZIA). Im Oktober 2018 wurde Ramport Aero veräußert. Später in diesem Jahr erwarb die Gruppe den estnischen Reiseveranstalter GoAdventure EE und ein Tochtergesellschaft in Indonesien nahm ein Instandhaltungszentrum in Jakarta in den Betrieb. Im Oktober 2018 gründete FL Technics mit Aircraft Recycling International Limited ein Joint Venture im chinesischen Harbin zur Erbringung von Instandhaltungsdienstleistungen, eröffnete über die Tochterfirma BAA Training eine Trainingsbasis am Flughafen Lleida-Alguaire in Spanien und Baltic Ground Services gründete der Eisenbahnfrachtunternehmen BGS Rail in der Ukraine. Am 20. November 2018 schied die Avia Solutions Group aus dem Handel an der Warschauer Börse aus.
Im Oktober 2019 erwarb die Avia Solutions Group den britischen Luftfrachtspezialisten Chapman Freeborn, im Januar 2020 den isländischen Luftfrachtdienstleister Bluebird Nordic von der BB Holding EHF. und im Februar 2020 das skandinavische Bodenabfertigungsunternehmen Aviator. Über Tochterfirmen wurden im gleichen Jahr der italienische Linienwartungsdienstleister Flash Line Maintenance S.r.l., Arcus Air Logistics und das kanadische Instandhaltungsunternehmen Unternehmen Wright International dem Konzern hinzugefügt.
Im Februar 2021 nahm die Tochtergesellschaft BAA Training Spain ihren Betrieb auf. Im März 2021 erwarb eine Tochtergesellschaft der Avia Solutions Group das Unternehmen Jet Maintenance Solutions, das auf die Wartung, Reparatur und Überholung von Privat- und Geschäftsflugzeugen spezialisiert ist, sowie die in London ansässige RAS Group. Weitere Erwerbungen des Jahres 2021 umfassten Chevron Technical Services mit Sitz in Manchester und Biggin Hill Hangar Company Limited, einen Eigentümer von Werkstätten am Londoner Biggin Hill Airport.
Im Juni 2023 wurde die slowakische Fluggesellschaft AirExplore, und im Januar 2024 die australische Fluggesellschaft Skytrans Airlines übernommen.